# Oligia colombia
Oligia colombia là một loài bướm đêm trong họ Noctuidae.